# 原町駅
原町駅（はるまちえき）は、福岡県糟屋郡粕屋町原町一丁目にある、九州旅客鉄道（JR九州）篠栗線（福北ゆたか線）の駅である。駅番号はJC03。

## 歴史
国鉄の分割民営化直前まで、吉塚 - 篠栗間には当駅しか存在しなかった。炭鉱のための鉄道として篠栗線が最初に開業した1904年から存在する駅である。

### 年表
- 1904年（明治37年）6月19日：九州鉄道（初代）が開設[2]。
- 1907年（明治40年）7月1日：九州鉄道（初代）が国有化され、帝国鉄道庁が所管[2]。
- 1963年（昭和38年）4月1日：業務委託駅となる（日本交通観光社に委託）[4]。
- 1987年（昭和62年）4月1日：国鉄分割民営化に伴い、九州旅客鉄道（JR九州）の駅となる[2]。
- 1997年（平成9年）3月：駅舎改築。
- 2000年（平成12年）10月26日：自動改札機を設置し、供用開始[5]。
- 2009年（平成21年）3月1日：ICカード「SUGOCA」の利用が可能となる[6]。
- 2021年（令和3年）3月13日：データイムの快速停車駅となる[7]。
- 2022年（令和4年）3月11日：きっぷうりばの営業を終了[8]。
- 2023年（令和5年）10月1日：直営化される[3]。

## 駅構造
相対式ホーム2面2線を有する地上駅。互いのホームは跨線橋で連絡している。駅舎は駅構内北側（下り列車進行方向に向かって右側）に設置されており、コミュニティホール「ハーモニーホール原町」を併設している。JR九州が駅業務を行う直営駅である。自動改札機が設置されておりSUGOCAの利用が可能であるが、カード販売は行わずチャージのみ取扱を行う。
構内は両方両開き分岐器である上、隣の長者原駅が近いため快速列車は低速又は減速しながら通過する。

### のりば
| のりば | 路線         | 方向 | 行先           |
| ------ | ------------ | ---- | -------------- |
| 1      | 福北ゆたか線 | 上り | 篠栗・飯塚方面 |
| 2      | 福北ゆたか線 | 下り | 吉塚・博多方面 |

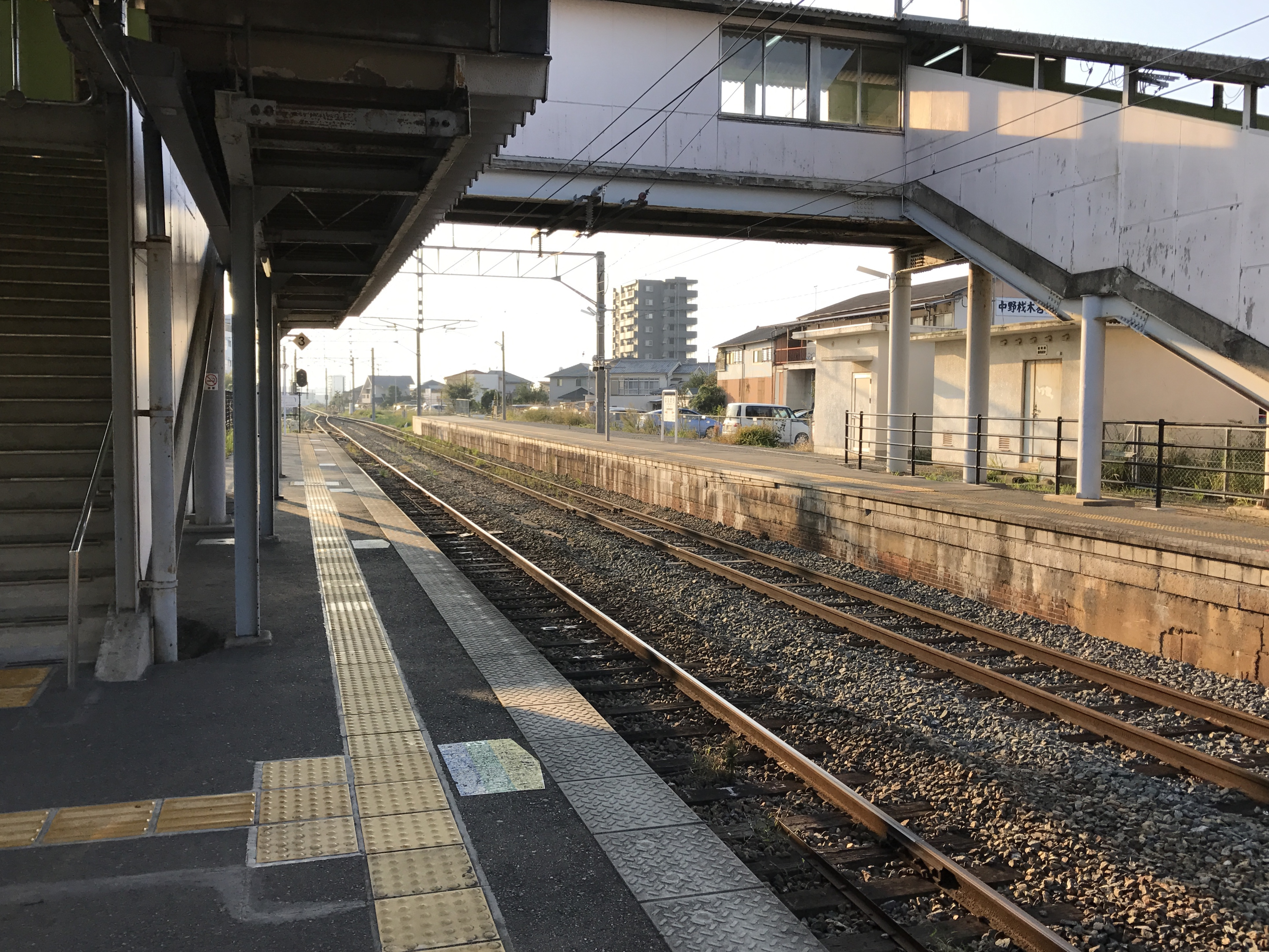
ホーム（2016年11月）

## 利用状況
2023年（令和5年）度の1日平均乗車人員は1,617人である。
| 年度   | 1日平均 乗降人員 | 1日平均 乗車人員 |
| ------ | ---------------- | ---------------- |
| 2006年 | 2,300            | -                |
| 2007年 | 1,800            | -                |
| 2008年 | 1,800            | -                |
| 2009年 | 1,900            | -                |
| 2010年 | 2,000            | -                |
| 2011年 | 2,200            | -                |
| 2012年 | 2,200            | -                |
| 2013年 | 2,400            | -                |
| 2014年 | 2,400            | -                |
| 2015年 | 2,600            | -                |
| 2016年 |                  | 1,407            |
| 2017年 |                  | 1,513            |
| 2018年 |                  | 1,514            |
| 2019年 |                  | 1,519            |
| 2020年 |                  | 1,215            |
| 2021年 |                  | 1,334            |
| 2022年 |                  | 1,508            |
| 2023年 |                  | 1,617            |

## 駅周辺
1988年、当駅の約600m東側にある篠栗線と香椎線の交差地点に長者原駅が設置されるまでは当駅が粕屋町の中心駅としての役割を持っていた。駅前を篠栗線に並行する形で通る県道607号線（旧・国道201号）沿いに商店が並ぶ。その他の駅周辺地区は住宅地となっている。
また、駅前から北側へ延びる県道545号線を約1km北上すると香椎線伊賀駅に行き着く。
- 原町駅前公園
- ザ・ビッグ エクスプレス粕屋店
- 粕屋町立仲原小学校
- サニー原町店

## 隣の駅
九州旅客鉄道（JR九州）
 福北ゆたか線（篠栗線）
■快速（データイム以外）
通過
■快速（データイム）・■普通
長者原駅 (JC04) - 原町駅 (JC03) - 柚須駅 (JC02)